# Азійські часничниці
Азійські часничниці (Megophryidae) — велика родина жаб родом з Південно-Східної Азії від Гімалаїв до Індонезії, Великих Зондських островів і на Філіппінах. Станом на 2008 рік описано близько 70-100 видів, об'єднаних у 12 родів. Інша назва — «азійські часничниці».

## Опис
Megophryidae відрізняються камуфляжним забарвленням, особливо ті, що живуть у лісах, часто виглядають, як мертве листя.
Варіюють у розмірах від 2 см до 12,5 см завдовжки. Їхні пуголовків можна знайти в різних водоймах, особливо в ставках і потічках. Пуголовки надзвичайно різноманітні за формою, тому що вони населяють різні місця проживання.

## Роди
Родина Megophryinidae:
- Atympanophrys
- Borneophrys (Delorme, Dubois, Grosjean & Ohler, 2006)
- Brachytarsophrys
- Leptobrachella
- Leptobrachium
- Leptolalax
- Megophrys
- Ophryophryne
- Oreolalax
- Scutiger
- Vibrissaphora
- Xenophrys